# Humbert Krasiński
Henryk Hubert Antoni (Humbert) Krasiński herbu Ślepowron (ur. 30 października 1833 w  Regimentarzówce, zm. 18 grudnia 1890) w Paryżu) – doktor medycyny, lekarz, publicysta. Jego tytuł hrabiego uzyskał potwierdzenie w Austrii w 1882.

## Życiorys
Był synem Teodora Piotra, sędziego pokoju w powiecie czehryńskim. W latach 1845–1850 uczęszczał do gimnazjum w Kijowie, które skończył ze złotym medalem. W latach 1850–1855 studiował medycynę w Akademii Medyko-Chirurgicznej w Petersburgu. Dzięki wstawiennictwu matki młody adept medycyny został wysłany do Odessy, ale nie na front wojny krymskiej a na stanowisko lekarza miejskiego. W 1856 roku, już po zakończeniu wojny, powrócił do Regimentarzówki, gdzie wspólnie z bratem Edmundem (1843–1883) zarządzał rodzinną posiadłością. Wkrótce też, 3 lutego 1863 roku, ożenił się z rosyjską hrabianka Julią Olgą Naumow (1840–1926), która w posagu otrzymała majątek Neswatkowa. Z tego małżeństwa na świat przyszło pięcioro dzieci: syn Henryk Piotr i cztery córki, Maria, Zofia, Franciszka i Elżbieta.
W rodzinnym majątku świadczył pomoc medyczną za darmo, założył niewielki szpitalik dla biednych chorych, w którym własnym kosztem utrzymywał lekarza internistę, aby ten mógł opiekować się chorymi podczas jego nieobecności. W 1875 roku Hubert Krasiński wyjechał do Paryża, gdzie przez okres trzech lat, pod kierunkiem Ludwika Pasteura specjalizował się w bakteriologii i higienie. W 1877 roku powrócił do kraju. Osiedlił się u swoich krewnych w Warszawie, gdzie kontynuował badania naukowe w dziedzinie bakteriologii. Podczas pobytu w Warszawie, na łamach ówczesnej gazety polityczno-literacko-społecznej pt. „Wiek” publikował pogadanki o stanie higienicznym miejskiej wody do picia. Pisał też o projekcie nowej sieci wodno-kanalizacyjnej dla miasta Warszawy, projektował urządzenia kanalizacyjne.
18 marca 1879 roku Hubert Krasiński został przyjęty do Towarzystwa Lekarskiego Warszawskiego. Działał zwłaszcza w utworzonej w ramach Towarzystwa 13 grudnia 1881 roku Komisji Sanitarnej, później, w 1883 roku przemianowanej na Komitet Sanitarny. Był członkiem wielu Towarzystw: Towarzystwa Zachęty Sztuk Pięknych, Towarzystwa Farmaceutycznego, Towarzystwa Lekarskiego Wileńskiego, Towarzystwa Lekarskiego Krakowskiego. Towarzystwa Lekarzy Rosyjskich w Moskwie, Klubu Historyków Czeskich i Towarzystwa Tatrzańskiego. Za swoją działalność został odznaczony włoskim Orderem św. Maurycego i św. Łazarza oraz francuską odznaką Legii Honorowej. Zmarł w Paryżu, jego zwłoki przewieziono z Paryża do niezbyt odległego od Regimentarzówki Złotopola na Ukrainie. 